# Castellonet de la Conquesta
Castellonet de la Conquesta és un municipi del País Valencià situat a la comarca de la Safor.

## Història
En les immediaciones hi ha el tossal de Castellonet amb restes d'un poblat ibèric aixecat sobre un anterior del Bronze. En 1249 Castellonet era una alqueria depenent del castell de Borró, annex de Palma. En 1545 fou venuda per Valerià Boïl a Miquel de Santafé, per la qual cosa durant molt de temps fou conegut com a Castellonet de Santafé. Els següents propietaris serien els Almúnia, cavallers de la conquesta, que donaren el cognom actual al poble.

## Demografia
El gentilici dels seus 144 habitants –dades de 2003— és castellonetins.

## Geografia
És el segon poble més menut de la vall del Vernissa i un dels més xicotets de La Safor.
Els seus 5,5 km² s'emplacen al vessant meridional del tossal de Coello i el de Carrero en plena serra d'Ador i compten amb força paratges, com la Vall de Tarro; senders de curt recorregut ideals per a caminants i bicituristes i fonts naturals com la Font Major, la de la Fita, la Nova, la del Gauet, la de Massil o la de la Cuta.

## Edificis d'interés
El nucli urbà del traçat tradicional conserva l'arc romà de la porta d'accés al recinte poblacional, restaurat el segle passat per donar-li major alçària que l'original, a més a més el seu patrimoni presenta:
- Palau dels senyors de Castellonet o dels Almúnia. Edificació del segle xviii que conté una lògia renaixentista ara tapiada.
- Església parroquial de Sant Jaume. Neoclàssic, de 1729, restaurat el 1917.

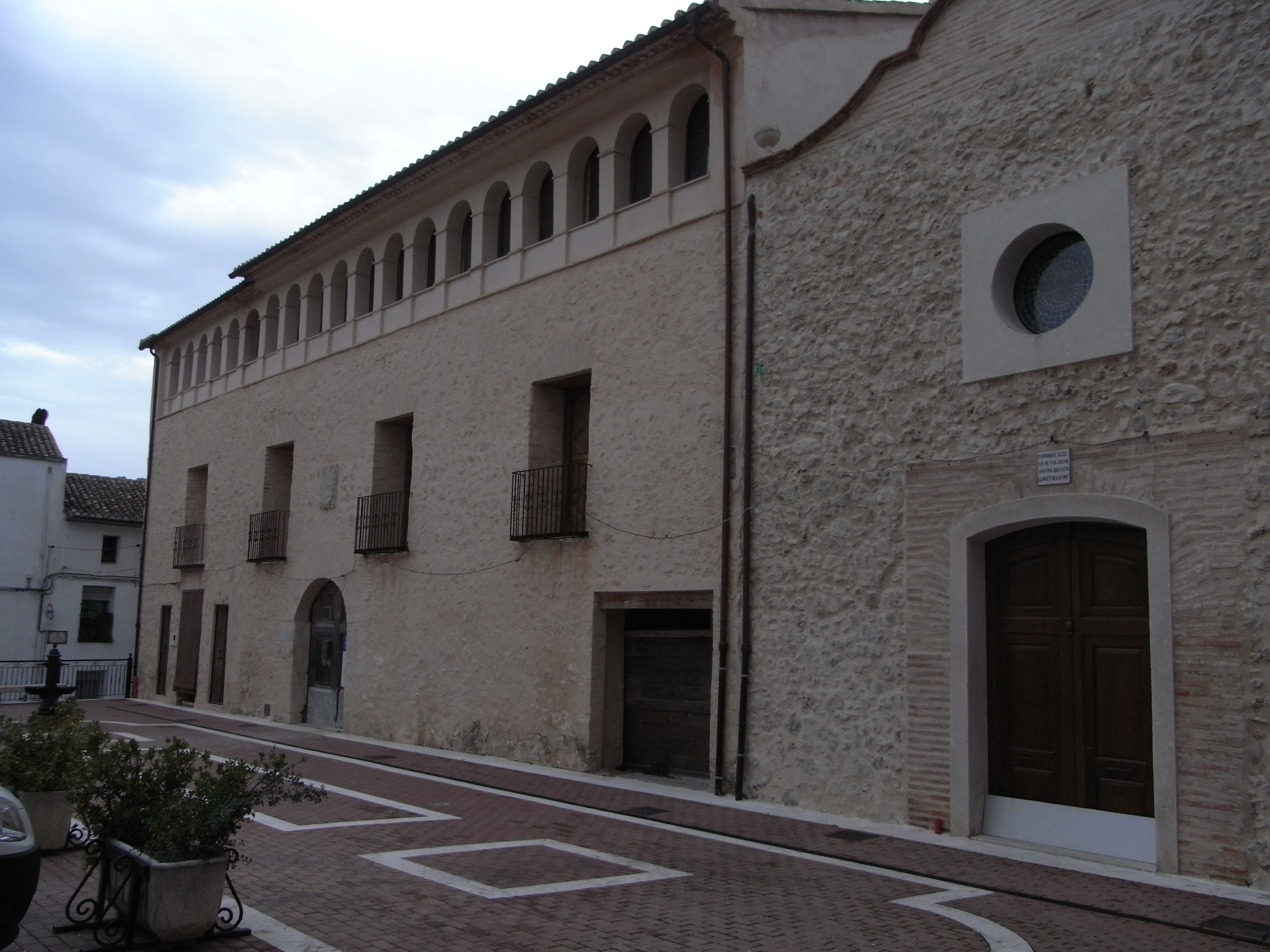
Palau dels Marquesos d'Almúnia

- Almàssera. Habilitada com a restaurant.
- Ermita de santa Anna. Anteriorment mesquita, actualment en ruïnes.
- Safareig municipal. Segona porta d'entrada al poble.
- El castell originari ha desaparegut completament i només es conserva un arc adossat a les cases.

## Gastronomia
De la gastronomia castellonetina destaca la mel autòctona i plats populars com ara les gambes amb bleda i els pastissets escaldats (antigament la gamba es pescava a les fonts del poble), el blat picat, l'allipebre, els arrossos i les carns. De postres són típiques la carabassa, el moniato, les reganyades d'ametla o els pastissos d'herbes.

## Política i govern

### Corporació Municipal
El Ple de l'Ajuntament està format per 5 regidors. En les eleccions municipals de 26 de maig de 2019 foren elegits 5 regidors del Partit Popular (PP).
| Eleccions municipals de 26 de maig de 2019 - Castellonet de la Conquesta                                         |                                          |                                     | |                                                      |          |          |
| Candidatura | Candidatura                              | Candidatura                         | Candidats | Vots                                                 | Vots     | Regidors |
| | Partit Popular                           |                                     | Juan Espinosa Teruel María del Carmen Criado Ripoll Rafael Enrique Mafe García Matilde Bas Fayos Enrique Antonio Nacher Vañó | 70 ( Sí) · 67 ( Sí) · 64 ( Sí) · 51 ( Sí) · 30 ( Sí) | 77,78%   | 5 (+1)   |
| | Partit Socialista del País Valencià-PSOE |                                     | Claudia Femenia Matoses Agustí Bastos Fayos Josefina Seguí Grau Javier Escrivà Juan Eduardo Martínez Martínez                | 20 ( No) · 19 ( No) · 17 ( No) · 17 ( No) · 0 ( No)  | 20%      | 0 ()     |
| | Altres candidatures                      |                                     | |                                                      |          | 0 ( -1)  |
| | Vots en blanc                            |                                     | | 1                                                    | 1,11%    |          |
| Total vots vàlids i regidors                                                                                     | Total vots vàlids i regidors             | Total vots vàlids i regidors        | Total vots vàlids i regidors                                                                                                 | 90                                                   | 100 %    | 5        |
| | Vots nuls                                | Vots nuls                           | Vots nuls | 6                                                    | 6,25%    |          |
| Participació (vots vàlids més nuls)                                                                              | Participació (vots vàlids més nuls)      | Participació (vots vàlids més nuls) | Participació (vots vàlids més nuls)                                                                                          | 96                                                   | 84,96%** |          |
| Abstenció | Abstenció                                | Abstenció                           | Abstenció | 17*                                                  | 15,04%** |          |
| Total cens electoral                                                                                             | Total cens electoral                     | Total cens electoral                | Total cens electoral | 113*                                                 | 100 %**  |          |
| Alcalde: Juan Espinosa Teruel (PP) (15/06/2019) Per majoria absoluta dels vots dels regidors                     |                                          |                                     | |                                                      |          |          |
| Fonts: JEC, JEZ Gandia, Periòdic Ara. (* No són vots sinó electors. ** Percentatge respecte del cens electoral.) |                                          |                                     | |                                                      |          |          |

### Alcaldia
Des de 2019 l'alcalde de Castellonet de la Conquesta és Juan Espinosa Teruel del Partit Popular (PP).
| Període                       | Alcalde o alcaldessa                               | Partit polític | Data de possessió     | Observacions |
| ----------------------------- | -------------------------------------------------- | -------------- | --------------------- | ------------ |
| 1979–1983                     | Rafael García Pellicer                             | AEC            | 19/04/1979            | --           |
| 1983–1987                     | Rafael García Pellicer                             | AP-PDP-UL-UV   | 28/05/1983            | --           |
| 1987–1991                     | Rafael García Pellicer                             | AP             | 30/06/1987            | --           |
| 1991–1995                     | Bartolomé Balbastre García                         | AINC           | 15/06/1991            | --           |
| 1995–1999                     | Bartolomé Balbastre García                         | AINC           | 17/06/1995            | --           |
| 1999–2003                     | Bartolomé Balbastre García                         | AINC           | 03/07/1999            | --           |
| 2003–2007                     | Rafael Pablo Sjöblom Martínez                      | PP             | 14/06/2003            | --           |
| 2007–2011                     | Rafael Pablo Sjöblom Martínez                      | PP             | 16/06/2007            | --           |
| 2011–2015                     | Rafael Pablo Sjöblom Martínez                      | PP             | 11/06/2011            | --           |
| 2015–2019                     | Rafael Pablo Sjöblom Martínez Maite Tarrasó García | PP             | 13/06/2015 14/02/2019 | Defunció --  |
| 2019-2023                     | Juan Espinosa Teruel                               | PP             | 15/06/2019            | --           |
| Des de 2023                   | n/d                                                | n/d            | 17/06/2023            | --           |
| Fonts: Generalitat Valenciana |                                                    |                |                       |              |